# Bastetodon syrtos
Bastetodon (в превод "зъб на Бастет") е род измрели хищни животни от разред Hyaenodonta, обитавали територията на днешен Египет през Олигоцен.
В пустинен район на Египет учени откриха вкаменелости на непознат досега вид месоядно животно, живяло преди около 30 милиона години. Откритието е публикувано в изданието "Нешънъл" и хвърля нова светлина върху древните екосистеми на Северна Африка.
Bastetodon syrtos е живял по време на епохата на олигоцена, преди около 30 милиона години, в буйните гори на Фаюм, Египет, където днес е пустиня, с изключение на едноименния оазис.
Известен също и като Pterodon syrtos, древният вид е тежал около 27 kg и е бил с размери на хиена или леопард. Животното е имало остри зъби и мощни челюстни мускули, което предполага силна захапка. Новооткритият хищник вероятно е заемал водещо място в хранителната верига , като вероятно е ловувал ранни предшественици на приматите, хипопотамите, слоновете и даманите.
Bastetodon syrtos е класифициран в семейство Hyainailouridae от изчезналия разред месоядни бозайници, наречен Hyaenodonta. Хиенодоните са се развили много преди съвременните месоядни животни като котки, кучета и хиени. Тези хищници със зъби подобни на хиеновите са ловували в африканските екосистеми след изчезването на динозаврите. Името на животното е вдъхновено от древноегипетската богиня Бастет, изобразявана с глава на котка. 
Череп на Bastetodon syrtos е открит във формацията Jebel Qatrani, Фаюмската депресия.